# Climax (Minnesota)
Climax è un comune degli Stati Uniti d'America, situato nello Stato del Minnesota, nella contea di Polk.